# MDX (hôpital)
Pour les articles homonymes, voir MDX.
 (mars 2015).
MD.X est un hôpital privé brésilien qui fait partie du groupe EBX. Il est situé à Rio de Janeiro. Fondé en [Quand ?], c'est l'un des plus modernes du pays. 